# Plettenberg
Plettenberg är en stad i det tyska förbundslandet Nordrhein-Westfalen. Den fick fulla stadsrättigheter år 1397, och har cirka 25 000 invånare.